# Оболенский, Вадим Анатольевич
Вадим Анатольевич Оболенский (31 июля 1914, Москва — 8 января 1997) — советский ватерполист. Играл за московские ЦДКА и ВВС МВО. Трёхкратный чемпион СССР (1949, 1951, 1952).
С 1940 по 1965 год служил в Вооружённых силах СССР. Подполковник. Участник Великой Отечественной войны. Воевал во 2-й дивизии воздушного наблюдения, оповещения и связи.
Начальник ДЮСШ ЦСКА по плаванию. Член Совета ветеранов спорта ЦСКА. Соавтор учебного пособия «Водное поло» (1956).

## Достижения
- Чемпион СССР: 1949, 1951, 1952[1]

## Награды
- Орден Отечественной войны II степени (6 апреля 1985)[3]
- Медаль «За боевые заслуги»[1]
- Медаль «За оборону Москвы»[1]
- Медаль «За победу над Германией в Великой Отечественной войне 1941—1945 гг.» (24 июня 1945)